# 威色猜参县
14°33′00″N 100°19′03″E / 14.5499°N 100.31743°E
威色猜参县（發音：[wí.sèːt t͡ɕʰāj t͡ɕʰāːn]）是泰国红统府的一个县。面积224.7平方千米。2000年人口65298。海拔10米。下分15个区。